# Черлетти, Джованни Баттиста
Джованни Баттиста Черлетти (итал. Giovanni Battista Cerletti; 19 мая 1846, Кьявенна, Ломбардо-Венецианское королевство — 12 сентября 1906, Кьявенна, Ломбардия) — итальянский инженер и энолог, организатор первой итальянской экспериментальной энологической станции в Гаттинаре и основатель школы виноградарства и энологии в городе Конельяно.

## Биография
Родился 19 мая 1846 года в городке Кьявенна итальянской области Ломбардия в семье Антонио Черлетти (итал. Antonio Cerletti) и Каролины Рависциони (итал. Carolina Raviscioni). Он окончил школу в Комо, а потом поступил на математический факультет университета Павии, из которого, впоследствии, перешёл в Миланский технический университет, который и окончил в 1869 году.
После получения высшего образования он едет заниматься научной работой в Вену, затем в Париж, где под руководством Луи Пастера изучает брожение вина и пива. К 1873 году он возвращается в Италию, где открывает первую итальянскую экспериментальную энологическую станцию в Гаттинаре, директором которой он становится. В это время он женится на Маргерите Пиццала (итал. Margherita Pizzala). В этом браке у них было трое детей. В 1876 году, за несколько месяцев до рождения его второго сына, Уго, он основал в Конельяно одну из первых в Италии школ виноградарства и энологии. С 1877 по 1886 год он издаёт «Журнал виноградарства и энологии» (итал. «Rivista di viticoltura e di enologia») и основывает первый «Клуб энофилов» (итал. «Сircolo enofilo»).
В 1886 году он переехал в Рим, чтобы занять должность генерального секретаря «Итальянского общества виноградарства» (итал. «Società di viticultori italiani»). В 1894 году Королевство Сербия предложило ему позицию своего консула в Риме. В том же году Черлетти занялся деятельностью по реконструкции территории Агро Романо.
В 1896 году он переехал в Милан.
Умер 12 сентября 1906 (60 лет) года в Кьявенне. Черлетти был плодотворным учёным и оставил после себя богатое научное наследие.

## Школа энологии в Конельяно
Школа в Конельяно сразу же становится активным центром преподавания и научных исследований, к которой примыкают выдающиеся имена итальянской науки — ботаник Джузеппе Кубони и зоолог Джованни Баттиста Грасси. Оба становятся друзьями семьи Черлетти. Преподавание в школе было разделено на две части. В первой давались практические основы технологий изготовления и хранения вин. Вторая часть была нацелена на управление процессами винодельческих предприятий. Кроме учебной и научно-исследовательской работы, школа служила местом для научных семинаров и конгрессов.

## Избранные публикации
- «Sulla istituzione di una scuola di enologia nel Veneto», Milano 1874
- «Relazione sulla fondazione ed ordinamento della R. Stazione di Gattinara» ibid. 1875
- «Le impressioni di un enologo in provincia di Como» ibid. 1876
- «Relazione al ministero di Agricoltura, Industria e Commercio sulla ispezione della Phylloxera nelle provincie di Como, Sondrio e Novara» Roma 1876
- «Delle costruzioni inerenti alla enotecnia» Conegliano 1879
- «Costruzioni enotecniche e vasi vinari» Roma 1885
- «Un istituto agrario „Garibaldi“ a Caprera: proposta» Conegliano 1882
- «Sull’esportazione dei vini italiani in Inghilterra» Conegliano 1883
- «Sulle condizioni agrarie del distretto di Conegliano: discorso» Conegliano 1885
- «Il latte di calce applicato a combattere la peronospora della vite» Roma 1886
- «Istruzioni per conoscere e combattere la peronospora della vite» Roma 1886
- «Descriptive Account of the Wine Industry of Italy» Roma 1888
- «Piano di bonifica e di coltivazione, primi lavori e spese murarie per la tenuta di Pantano. Studio di massima» Roma 1901
- «Ordinamento delle rappresentanze agrarie» Milano 1906